# سونيل سيث
سونيل سيث (بالإنجليزية: Sunil Seth)‏ هو لاعب إسكواش بريطاني، ولد في 22 أغسطس 1990 في لندن في المملكة المتحدة.

## وصلات خارجية
- سونيل سيث على موقع الاتحاد الدولي لمحترفي الاسكواش (مؤرشف) (الإنجليزية)
- سونيل سيث على موقع SquashInfo.com (الإنجليزية)